# Stříbrnice (Olomouc)
Stříbrnice (in tedesco Strzibernitz) è un comune della Repubblica Ceca facente parte del distretto di Přerov, nella regione di Olomouc.